# Alexe Dumitru
Alexe Dumitru (21 de marzo de 1935-17 de mayo de 1971) fue un deportista rumano que compitió en piragüismo en la modalidad de aguas tranquilas.
Participó en dos Juegos Olímpicos de Verano en los años 1956 y 1960, obteniendo una medalla de oro en la edición de Melbourne 1956 en la prueba de C2 1000 m. Ganó una medalla en el Campeonato Mundial de Piragüismo de 1958, y tres medallas en el Campeonato Europeo de Piragüismo en los años 1957 y 1959.

## Palmarés internacional
| Juegos Olímpicos   | Juegos Olímpicos       | Juegos Olímpicos  | Juegos Olímpicos |
| Año                | Lugar                  | Medalla           | Evento           |
| ------------------ | ---------------------- | ----------------- | ---------------- |
| 1956               | Melbourne (Australia)  | Medalla de oro    | C2 1000 m        |
| Campeonato Mundial |                        |                   |                  |
| Año                | Lugar                  | Medalla           | Evento           |
| 1958               | Praga (Checoslovaquia) | Medalla de oro    | C2 1000 m        |
| Campeonato Europeo |                        |                   |                  |
| Año                | Lugar                  | Medalla           | Evento           |
| 1957               | Gante (Bélgica)        | Medalla de plata  | C2 1000 m        |
| 1957               | Gante (Bélgica)        | Medalla de oro    | C2 10 000 m      |
| 1959               | Duisburgo (RFA)        | Medalla de bronce | C2 1000 m        |